# 泉台 (市原市)
泉台（いずみだい）は、千葉県市原市の有秋地区にある町丁。いちはら緑園都市を構成する町丁である。現行行政地名は泉台一丁目から泉台五丁目。郵便番号は299-0114。

## 概要
市原市西部にある。日本新都市開発と電気通信共済会によって開発された市原緑園都市の全域をもって構成されている。

## 地理
北は片又木、東は海保、南は豊成、西は不入斗に接している。

## 地価
2015年の公示地価によると千葉県市原市泉台3丁目7番2で34,300(円/m²)である。

## 歴史

### いちはら緑園都市
いちはら緑園都市は、日本新都市開発株式会社と電気通信共済会（NTT）により、自然と都市機能が調和した「andする街」をコンセプトに開発されたニュータウンである。
50戸を1区画とし、その区画ごとに小さな公園があり、また、5戸で1つの共用地として「コモン」と呼ばれるスペースがあるクラスター型住宅と呼ばれる仕組みを採用しているのが特徴である。こうしたことから、千葉県街並み賞や第1回市原市都市景観大賞を受賞している。
| 開発     | 日本新都市開発株式会社、電気通信共済会 |
| 開発面積 | 600,000m2                              |
| 計画人口 | 5,200人                                |
| 計画戸数 | 1,330戸                                |

### 沿革
- 1987年（昭和62年）- 造成開始[9]。
- 1988年（昭和63年）5月 - いちはら緑園都市町会が発足[9]。
- 1990年（平成2年）10月13日 - 泉台コミュニティホールを開設[9]。
- 1999年（平成11年）5月1日 - 青葉台にあったスーパーあおば閉店による住民活動により誘致されたスーパーマーケットの生鮮市場トップワン開店。
- 2000年（平成12年） - 第1回市原市都市景観大賞受賞。

## 世帯数と人口
2022年（令和4年）4月1日現在の世帯数と人口は以下の通りである。
| 町丁字     | 世帯数    | 人口総数 | 人口  | 人口   | 人口     | 人口     | 人口    | 人口   | 世帯人員 | 面積     |
| 町丁字     | 世帯数    | 人口総数 | 若年  | 若年   | 生産年齢 | 生産年齢 | 高齢    | 高齢   | 世帯人員 | 面積     |
| ---------- | --------- | -------- | ----- | ------ | -------- | -------- | ------- | ------ | -------- | -------- |
| 泉台一丁目 | 221世帯   | 481人    | 22人  | 4.57%  | 272人    | 56.55%   | 187人   | 38.88% | 2.18人   | 8.01ha   |
| 泉台二丁目 | 321世帯   | 790人    | 95人  | 12.03% | 444人    | 56.20%   | 251人   | 31.77% | 2.46人   | 14.36ha  |
| 泉台三丁目 | 404世帯   | 908人    | 59人  | 6.50%  | 463人    | 51.00%   | 386人   | 42.51% | 2.25人   | 20.81ha  |
| 泉台四丁目 | 259世帯   | 572人    | 31人  | 5.42%  | 242人    | 42.31%   | 299人   | 52.27% | 2.21人   | 8.99ha   |
| 泉台五丁目 | 194世帯   | 538人    | 121人 | 22.5%  | 352人    | 65.43%   | 65人    | 12.08% | 2.77人   | 7.32ha   |
| 合計       | 1,399世帯 | 3,289人  | 328人 | 9.97%  | 1,773人  | 53.91%   | 1,188人 | 36.12% | 2.35人   | 59.489ha |

## 通学区域
市立小学校・市立中学校及び県立高等学校の通学区域は以下の通りである。
| 丁目       | 番地 | 小学校               | 中学校             |
| ---------- | ---- | -------------------- | ------------------ |
| 泉台一丁目 | 全域 | 市原市立有秋東小学校 | 市原市立有秋中学校 |
| 泉台二丁目 | 全域 | 市原市立有秋東小学校 | 市原市立有秋中学校 |
| 泉台三丁目 | 全域 | 市原市立有秋東小学校 | 市原市立有秋中学校 |
| 泉台四丁目 | 全域 | 市原市立有秋東小学校 | 市原市立有秋中学校 |
| 泉台五丁目 | 全域 | 市原市立有秋東小学校 | 市原市立有秋中学校 |

## 施設
- 泉台コミュニティホール
- 泉台中央緑地
- 泉台中央公園
- 泉台クリニック

## 交通

### 鉄道
大字内に駅はないが、最寄り駅は姉ケ崎駅または光風台駅である。

### バス
小湊鉄道が運行しており、下記の系統が利用できる。地区内には泉台ショッピングセンター、泉台中央、泉台東、泉台北、緑園都市ターミナルの5箇所の停留所がある。
- 姉崎ターミナル - 姉ヶ崎駅東口 - 迎田 - 緑園都市入口 - 泉台中央 - 緑園都市ターミナル
- 姉崎ターミナル - 姉ヶ崎駅東口 - 迎田 - 有秋台団地 - 緑園都市入口 - 泉台中央 - 緑園都市ターミナル
- 姉ヶ崎駅東口 - 姉崎高校前 - 帝京大学ちば総合医療センター - 片又木トンネル - 緑園都市ターミナル - 立野 - 光風台坂上 - 光風台駅
- 姉ヶ崎駅東口 - 迎田 - 緑園都市入口 - 泉台中央 - 緑園都市ターミナル - 立野 - 光風台坂上 - 光風台駅
- 緑園都市ターミナル → 泉台中央 → 緑園都市入口 → 姉ヶ崎駅東口（急行）

※姉ヶ崎駅と緑園都市ターミナルを直接結ぶ路線がメインだが、一部には緑園都市を経由して光風台駅を結ぶ路線や、帝京大学ちば総合医療センターを経由して姉ヶ崎駅を結ぶ路線、上記の地区内の停留所と緑園都市入口のみ停車して姉ヶ崎駅を結ぶ急行便なども設定されている。

### 道路
1. 高速道路
  - なし
2. 国道
  - なし
3. 県道
  - 千葉県道144号南総姉崎線 - 南側を通っている。
4. 市道
  - なし